# Marathon van Praag 2006
De marathon van Praag 2006 werd gelopen op zondag 14 mei 2006. Het was de twaalfde editie van deze marathon. Het evenement werd gesponsord door Volkswagen.
De Qatarees Hassan Mubarak Shami finishte bij de mannen als eerste in 2:11.11. De Russische Alina Ivanova zegevierde bij de vrouwen in 2:29.20. Het was de tweede overwinning van de Russin in Praag. Eerder was zij in 2000 de sterkste.
Deze editie was eveneens het toneel van de Tsjechische kampioenschappen. Deze titels werden gewonnen door respectievelijk Pavel Faschingbauer (vijfde in 2:17.13) en Ivana Martincova (achtste in 2:51.20).
In totaal finishten 3430 marathonlopers, waarvan 452 vrouwen.

## Uitslagen

### Mannen
| rang   | naam                 | land | tijd    |
| ------ | -------------------- | ---- | ------- |
| Goud   | Hassan Mubarak Shami | QAT  | 2:11.11 |
| Zilver | David Kemboi         | KEN  | 2:11.42 |
| Brons  | Joseph Ngeny         | KEN  | 2:13.57 |
| 4      | Stephen Cheptot      | KEN  | 2:16.37 |
| 5      | Pavel Faschingbauer  | CZE  | 2:17.13 |
| 6      | Joachim Nshimirimana | BDI  | 2:18.04 |
| 7      | Abraham Yilma        | ETH  | 2:18.11 |
| 8      | Pavel Novak          | CZE  | 2:18.21 |
| 9      | John Kipngeno        | KEN  | 2:21.47 |
| 10     | Silvio Trivelloni    | ITA  | 2:22.30 |
| 11     | Marko Vaittinen      | FIN  | 2:23.54 |
| 12     | Jan Blaha            | CZE  | 2:24.56 |

### Vrouwen
| rang   | naam             | land | tijd    |
| ------ | ---------------- | ---- | ------- |
| Goud   | Alina Ivanova    | RUS  | 2:29.20 |
| Zilver | Caroline Kwambai | KEN  | 2:31.08 |
| Brons  | Caroline Kilel   | KEN  | 2:31.10 |
| 4      | Lilya Yadzhak    | RUS  | 2:33.16 |
| 5      | Fatima Cabral    | POR  | 2:37.38 |
| 6      | Letay Negash     | ETH  | 2:38.11 |
| 7      | Leila Aman       | ETH  | 2:45.29 |
| 8      | Ivana Martincova | CZE  | 2:51.20 |
| 9      | Radka Churanova  | CZE  | 3:01.03 |

1995 ·
1996 ·
1997 ·
1998 ·
1999 ·
2000 ·
2001 ·
2002 ·
2003 ·
2004 ·
2005 ·
2006 ·
2007 ·
2008 ·
2009 ·
2010 ·
2011 ·
2012 ·
2013 ·
2014 ·
2015 ·
2016 ·
2017